# Učená společnost České republiky
Učená společnost České republiky je spolek, který podle svých stanov sdružuje významné vědce všech vědních oborů, přičemž řádnými členy mohou být jen vědci působící na českém území, čestnými členy jen vědci působící v zahraničí. Jako svůj cíl uvádí mimo jiné svobodné pěstování vědy a šíření vědeckých poznatků ve veřejnosti, probouzení touhy po poznání a radosti z něho, zvyšování úrovně vzdělanosti a tvůrčího, racionálního a lidsky odpovědného společenského prostředí v České republice. Společnost má podle stanov příjmy z členských příspěvků, z darů a z podpory Akademie věd České republiky. V případě likvidace společnosti připadne zbývající majetek dle stanov Akademii věd České republiky.

## Historie

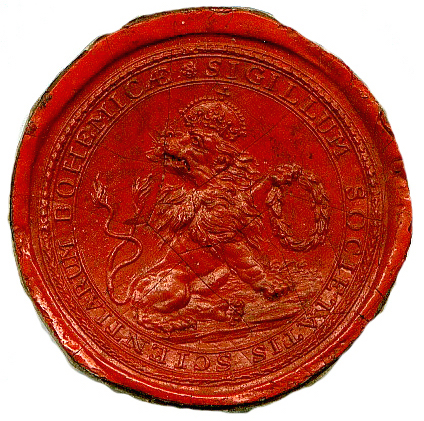
Česká vědecká společnost, pečeť ~1800

Učená společnost se hlásí k odkazu dřívějších akademií a sdružení, které působily na území českých zemí a na jejichž činnost navazuje. Jedná se především o Societas incognitorum, založenou v Olomouci roku 1746, Královskou českou společnost nauk z roku 1784, z iniciativy Josefa Hlávky v roce 1890 vzniklou Českou akademii císaře Františka Josefa pro vědy, slovesnost a umění, která poté změnila název na Českou akademii věd a umění, a také Československou akademii věd.
Učená společnost vznikla 10. května 1994 na slavnostním zasedání ve Vlasteneckém sále Karolina, za účasti 36 zakládajících členů. Podnět k jejímu založení dal významný český vědec Otto Wichterle. Zakládající členové byli 24. května 1996 přijati prezidentem republiky Václavem Havlem na Pražském hradě.

## Činnost Učené společnosti
Společnost pořádá pravidelné přednášky z jednotlivých vědních oborů. Vyjadřuje se také k problémům české společnosti a postavení vědy v ní (např. financování a organizace vědy). Podporuje českou vědu udělováním cen – nejen profesionálním vědcům, ale také např. středoškolským studentům za významné seminární a podobné práce. O cenách udělených Učenou společností občas referují i významná celostátní média.
XII. valné shromáždění Učené společnosti v květnu 2006 se kromě udílení medailí a cen a volby orgánů společnosti zaměřilo na téma „Integrace a směřování Evropy.“ K tématu vystoupil mimo jiné Václav Klaus, který především kritizoval přemíru unijní byrokracie a přílišného množství nových legislativních úprav a uvedl, že v posledních 8 letech EU přechází od fáze liberalizační k fázi homogenizační či unifikační, kterou charakterizuje zatěžování lidské aktivity množstvím bariér a omezení. Členové společnosti pak na toto téma dlouze polemizovali. Dále vystoupili prof. Jiří Musil, prof. Eva Hajičová se zaměřila na fenomén informační společnosti, prof. Jaroslav Krejčí na kulturní a sociální kontrasty v Evropě a prof. Petr Wittlich vystoupil s přednáškou „České umění a evropská integrace“.
V květnu 2009 Učená společnost protestovala otevřeným dopisem vládě a parlamentu ČR proti způsobu financování výzkumu a vývoje navrženému vládní Radou pro výzkum a vývoj. Tento způsob financování označila za neprůhledný, metodika hodnocení výzkumu nepřijatelná a dramaticky snížené financování Akademie věd ČR by podle Učené společnost mohl vést k zániku AV ČR. Koncepce vládní rady byla podle Učené společnosti vypracovaná úzkou skupinou lidí a nebyla s kompetentními odborníky a vědeckou veřejností prodiskutována.
Začátkem února 2012 údajně 24 členů Učené společnosti poslalo předsedovi vlády Petru Nečasovi otevřený dopis s výzvou, aby se Česká republika připojila k Paktu rozpočtové odpovědnosti EU, a zárukou, že Učená společnost by tento krok podpořila. Podle tohoto dopisu se Česká republika nepodepsáním smlouvy chová jako nevyzpytatelný potížista, zatímco pokud by se k paktu přidala, činila by tak jako sebevědomá a bohatá země, která se snaží problémy Evropské unie řešit.
Učená společnost České republiky vydala prohlášení ke 100. výročí založení republiky. Přihlásila se k Masarykově ideji humanitní demokracie a k povinnosti obhajovat racionalitu a pravdivost ve společenské debatě, na svobodu slušně vyjádřit svůj názor a na ochranu slabších. Zároveň vyjadřuje znepokojení, že dnes někteří z čelných politických představitelů tyto pilíře demokratického státu nectí a ohrožují tím jeho stabilitu.

## Organizace

### Členstvo
Podle stanov společnost sdružuje významné vědce všech vědních oborů. Předpokladem členství je výrazný a tvůrčí přínos vědě a mravní integrita. Výjimečně se může stát členem Společnosti i osobnost, která se mimořádně zasloužila o šíření vědeckých hodnot ve společnosti. Kandidáta na členství může navrhnout řádný nebo čestný člen Společnosti, vhodnost kandidáta posuzují odborné sekce a členství schvaluje valné shromáždění dvoutřetinovou většinou přítomných řádných členů. Pokud by schválením všech kandidátů byl překročen maximální počet řádných členů určený stanovami, jsou volby nových členů dvoukolové, přičemž do druhého kola postupují jen ti kandidáti, kteří v prvním kole získali hlasy dvou třetin přítomných řádných členů, ve druhém kole volby je přijat maximální přípustný počet nových členů dle pořadí určeného počtem získaných hlasů. Po zvolení předseda informuje zvoleného o tom, že byl zvolen, a o právech a povinnostech členů a otáže se ho, zda členství přijímá.
Členství má dvě formy: řádné a čestné. Řádné členství mohou získat pouze vědci působící na území České republiky, čestné členství pouze vědci působící v zahraničí. Podle § 6 stanov počet řádných členů nesmí přesáhnout 111 (numerus clausus), počet čestných členů není omezen.. Řádní členové mohou volbou rozhodovat o orgánech společnosti a o přijímání nových členů a mají právo účastnit se i jiných hlasování. Čestní členové nemají hlasovací právo ani nemohou být členy orgánů společnosti, ale mohou se účastnit zasedání a podávat návrhy. Členské příspěvky platí povinně jen řádní členové, a to ve výši 1 % (u důchodců 0,5 %) svého čistého ročního příjmu, nestanoví-li pro následující rok valné shromáždění jinak. Člen může být vyloučen jen poruší-li zásadním způsobem stanovy Společnosti, její pověst nebo se proviní proti etice vědecké práce. O vyloučení rozhoduje valné shromáždění tajným hlasováním na návrh rady společnosti. V případě neplacení členských příspěvků se členství po dvou letech přerušuje a po třetím roku zaniká automaticky i bez vyloučení.
K červenci 2010 společnost měla 99 řádných a 39 čestných členů.

### Valné shromáždění
Valné shromáždění je nejvyšším orgánem Společnosti. Usnáší se nadpoloviční většinou všech řádných členů Společnosti (s výjimkou volby nových členů, kde rozhoduje dvoutřetinovou většinou přítomných řádných členů). Svolává je předseda nejméně jednou do roka. Musí je svolat také vždy do měsíce poté, co o to písemně požádá nejméně třetina řádných členů společnosti, pokud uvedou návrh základního programu jednání.

### Pracovní zasedání
Pravidelné pracovní zasedání Společnosti může také v případě potřeby rozhodovat hlasováním, a to veřejným i tajným, přičemž rozhoduje nadpoloviční většinou přítomných řádných členů. K tajnému hlasování se přistupuje v závažných záležitostech, navrhne-li to rada nebo nejméně tři přítomní řádní členové.

### Rada
Rada je výkonným orgánem společnosti. Jejími členy mohou být jen řádní členové Společnosti. Je volena valným shromážděním na dobu dvou let a po dobu svého funkčního období potvrzována v tajném hlasování každým valným shromážděním. Skládá se z předsedy Společnosti, prvního místopředsedy, jímž je designovaný příští předseda, druhého místopředsedy, jímž je předchozí předseda, vědeckého tajemníka a vedoucích všech čtyř sekcí.
Uvolní-li se funkce druhého místopředsedy, nový se nevolí. Vědecký tajemník je volen na dobu dvou let, ve funkci smí zůstat nejvýše dvě po sobě jdoucí volební období. Stanovy výslovně nevylučují, aby předsedou byl tentýž člen opakovaně po více volebních období, ale střídání ve funkci vyplývá z toho, že do funkce předsedy bez nové volby postupuje dosavadní první místopředseda.

### Předsedové
Designovaný předseda Společnosti je volen v tajné dvoukolové volbě valným shromážděním. Nastupuje do funkce předsedy po uplynutí funkčního období stávajícího předsedy. Pokud se místo předsedy uvolní v průběhu funkčního období (např. rezignace, úmrtí či vyloučení), nastupuje na jeho místo automaticky první místopředseda, přičemž nejbližší pracovní zasedání pak na zbytek funkčního období zvolí nového designovaného předsedu. První předseda byl volen přímo.
- 1994–1997 – Rudolf Zahradník
- 1998–2002 – Josef Koutecký
- 2002–2004 – František Šmahel
- 2004–2008 – Jiří Grygar
- 2008–2010 – Helena Illnerová
- 2010–2012 – Václav Pačes
- 2012–2014 – Petr Pokorný
- 2014–2016 – Jiří Bičák
- 2016–2018 – Zdeněk Havlas
- 2018–2020 – Blanka Říhová
- 2020–2022 – Pavel Jungwirth[15]
- 2022–2024 – Libor Grubhoffer
- 2024–2026 – Martin Loebl

### Sekce
Společnost se dělí na následující sekce
- I. sekce matematicko-fyzikálních věd (předseda: Rupert Leitner, 2024–2026)
- II. sekce chemických věd (předseda: Michal Hocek, 2024–2026)
- III. sekce biologicko-medicínských věd (předseda: Michal Anděl, 2024–2026)
- IV. sekce společenských a humanitních věd (předsedkyně: Lenka Karfíková, 2024–2026)

Členství v sekcích si volí řádní členové sami podle své vědecké specializace, hlasovací právo mohou mít pouze v jedné zvolené sekci, účastnit se však mohou zasedání všech sekcí. Sekce si volí na funkční období 2 let své předsedy a místopředsedy, kteří mohou ve funkci zůstat nejvýše dvě po sobě jdoucí funkční období. Uvolní-li se místo předsedy v průběhu funkčního období, automaticky na něj nastupuje do konce funkčního období místopředseda, jehož členství v radě společnosti však musí být potvrzeno hlasováním na nejbližším pracovním zasedání Společnosti. Sekce zasedají podle potřeby, svolává je předseda sekce, svolat zasedání musí vždy, požádají-li o to nejméně dva členové sekce.